# NGC 3862
NGC 3862 (również PGC 36606 lub UGC 6723) – galaktyka eliptyczna (E), znajdująca się w gwiazdozbiorze Lwa. Odkrył ją William Herschel 27 kwietnia 1785 roku. Należy do gromady galaktyk Abell 1367.

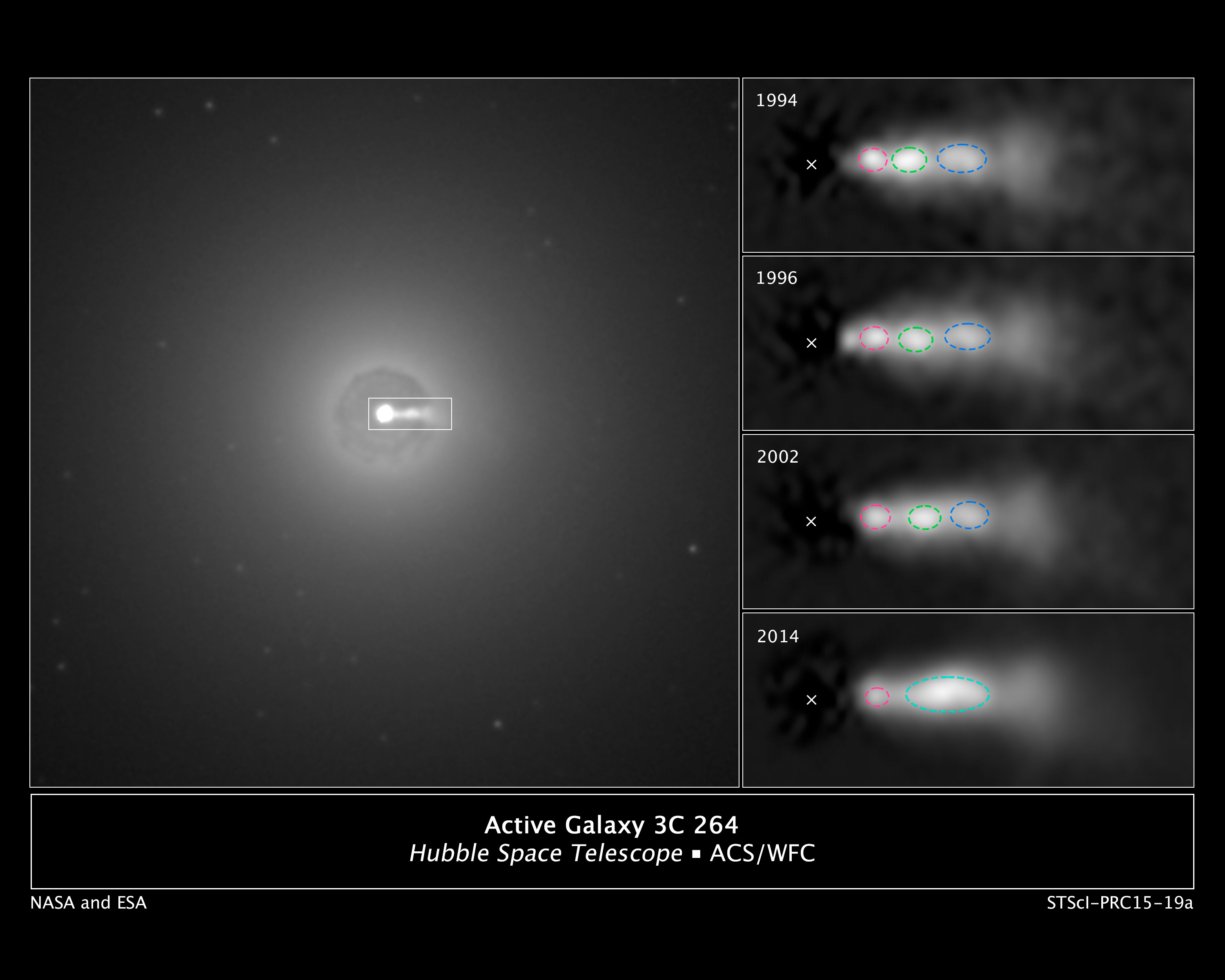
Dżet w centrum galaktyki NGC 3862 i zmiany jego wyglądu w ciągu 20 lat obserwacji (HST)

NGC 3862 to galaktyka z aktywnym jądrem. Jest jedną z nielicznych znanych galaktyk aktywnych, w których w świetle widzialnym wykryto dżet wydobywający się z supermasywnej czarnej dziury w centrum galaktyki. W dżecie tym znajdują się jaśniejsze obszary, które wydają się poruszać z prędkością kilkukrotnie większą niż prędkość światła w próżni, lecz jest to tylko złudzenie optyczne, w rzeczywistości materia w dżecie porusza się z prędkością ponad 98% prędkości światła w próżni. Ponadto w 2014 roku zauważono, że jeden z tych jaśniejszych obszarów w dżecie „dogonił” drugi i połączył się z nim.